# 앤서니 버제스

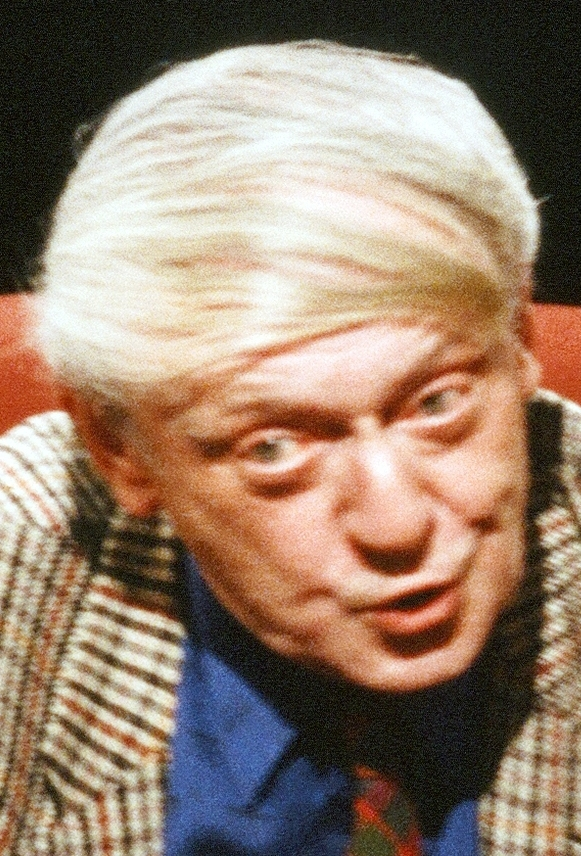

존 앤서니 버제스 윌슨(John Anthony Burgess Wilson, 1917년 2월 25일~1993년 11월 22일)은 앤서니 버제스라는 필명으로 작품을 발표한 영국의 작가, 작곡가이다.
코믹 작가이지만, 디스토피아 소설인 시계태엽 오렌지로 유명하다. 1971년 스탠리 큐브릭 감독이 영화화했다.
버제스는 250편 이상의 음악도 작곡했다.